# Saint-Michel (Gers)
Saint-Michel é uma comuna francesa na região administrativa de Occitânia, no departamento de Gers. Estende-se por uma área de 16,56 km². Em 2010 a comuna tinha 263 habitantes (densidade: 15,9 hab./km²).